# Noorvik
Noorvik è una city degli Stati Uniti d'America, situata nel Borough di Northwest Arctic, in Alaska.